# Cave of Dunmore
Cave of Dunmore är en grotta i republiken Irland.   Den ligger i grevskapet Kilkenny och provinsen Leinster, i den centrala delen av landet, 90 km sydväst om huvudstaden Dublin.